# Panzer Front
Panzer Front – symulator czołgów osadzony w czasach II wojny światowej, wydany po raz pierwszy w Japonii w 1999 roku przez Enterbrain na konsole PlayStation i Sega Dreamcast.

## Rozgrywka
Gracz wciela się w dowódcę czołgu z okresu II wojny światowej po stronie ZSSR, USA czy III Rzeszy uczestnicząc w misjach stylizowanych na prawdziwych potyczkach pancernych z tego okresu. Podczas rozgrywki oprócz sterowania własnym pojazdem istnieje również możliwość kontrolowania sojuszniczych jednostek z drużyny poprzez wydawanie poleceń (np. uformowanie szyku, scentrowanie ognia, lub zajęcie danej pozycji). W zależności od rodzaju misji należy realizować konkretne cele (zniszczenie wrogich jednostek, zajęcie określonego punktu, czy jego obrona). W grze występują różne rodzaje pocisków – od przeciwpancernych i podkalibrowych, poprzez odłamkowo-burzące (do niszczenia bunkrów, czy słabo opancerzonych celów) po dymne i karabiny maszynowe (do zwalczania piechoty).
Gracz może dostosować poziom realizmu poprzez włączenie manualnej skrzyni biegów, uszkodzeń modułów czy wyłączenie interfejsu.
Gra oferuje trójwymiarową grafikę, która obejmuje modele pojazdów i budynków. Pozostałe elementy jak roślinność czy jednostki piechoty występują w formie 2D (sprite’ów).
Panzer Front oferuje wiele pojazdów pancernych z okresu II wojny światowej – Niemiec, Związku Radzieckiego, Stanów Zjednoczonych i Wielkiej Brytanii (w grze jest określana jako Kanada).

## Misje
W grze udostępniono dwa tryby gry:
- Tank select – główny tryb gry, w którym do wyboru mamy jeden z sześciu wymyślonych przez twórców pojazdów (po dwa z nacji Niemiec, ZSSR i USA). Mapy są odzwierciedleniem pól bitew frontu wschodniego i zachodniego.
- Tactics – zarówno misje, jak i zasady są takie same jak w przypadku poprzedniego trybu. Jedyną różnicą jest fakt, iż zarówno skład drużyny gracza, jak i przeciwnika (sterowanego przez komputer) może być dowolnie edytowany. Domyślnie pojazdy są ustawione według realiów historycznych (np. T-34 vs. Tygrysy).

## Panzer Front bis
Panzer Front bis jest rozszerzeniem podstawowej wersji gry, która oferowała nowe pojazdy (m.in. japońskie), misje (w tym nowy tryb – Story Mode), edytor scenariuszy czy głosy załogi. Gra została wydana w Japonii 8 lutego 2001 na konsolę Sony PlayStation. Wydanie europejskie było planowane na rok 2002, jednak wydawca JVC krótko przed premierą zamknął swój dział gier video, z tego powodu brakowało wydawcy gry. Do dzisiaj jedyne egzemplarze tej gry są w języku japońskim.

## Odbiór
- Gamespot: 8.6/10[2]
- Eurogamer.net: 7/10[3]
- PSX Extreme (06.2001): 3/10[4]